# The zoo of tranquillity
The zoo of tranquillity is het tweede soloalbum van Johannes Schmoelling. Schmoelling zorgde binnen zijn muziekgroep Tangerine Dream voor melodielijnen, daarvan is op dit album geen sprake. Het is tegen experimentele muziek aanzittende elektronische muziek, soms met erg percussieve inslag (The wedding cake). Er zijn ook breed uitgesponnen klankbeelden (The rise of the smooth automaton). In The lawnmower zitten invloeden van White Eagle van Tangerine Dream. Het album is opgenomen in Schmoellings eigen Riet-Studio te Berlijn. Het is gebaseerd op het uitvouwboek Spooner’s moving animals or the zoo of tranquillity van Paul Spooner uit 1986. In 1998 nam Schmoelling het album opnieuw op, maar dat had niet het gewenste effect, de geluidseffecten kwamen niet altijd goed over; er waren wel twee bonustracks. Het oorspronkelijke album is in geremasterde vorm in 2010 opnieuw uitgegeven.

## Musici
- Johannes Schmoelling – synthesizers, elektronica
- Anne Haennen – zangstemmen

## Muziek
Alle van Schmoelling

| Nr. | Titel                                        | Duur |
| --- | -------------------------------------------- | ---- |
| 1.  | The anteater                                 | 2:54 |
| 2.  | The woodpecker                               | 5:11 |
| 3.  | The wedding cake                             | 7:01 |
| 4.  | The rise of the smooth autimaton             | 4:32 |
| 5.  | The zoo of tranquillity (dedicated to Antje) | 9:08 |
| 6.  | The lawnmower                                | 5:46 |
| 7.  | The zoo and Jonas                            | 7:02 |

| Nr. | Titel                            | Duur  |
| --- | -------------------------------- | ----- |
| 1.  | The lawnmower                    | 6:46  |
| 2.  | The woodpecker                   | 5:08  |
| 3.  | The rise of the smooth automaton | 5;14  |
| 4.  | Contemplating mortality          | 6:04  |
| 5.  | The anteater                     | 3:20  |
| 6.  | The zoo and Jonas                | 5:46  |
| 7.  | The wedding cake                 | 4:51  |
| 8.  | The zoo of tranquillity          | 10:07 |
| 9.  | Fluid memories (for Flo)         | 5:04  |